# كارولي كيريني
كارولي كيريني (بالمجرية: Kerényi Károly)‏ (19 يناير 1897 – 14 أبريل 1973) كان باحثًا مجريًا في فقه اللغة الكلاسيكي وأحد مؤسسي الدراسات الحديثة في الأساطير اليونانية.

## روابط خارجية
- كارولي كيريني على موقع الموسوعة البريطانية (الإنجليزية)
- كارولي كيريني على موقع مونزينجر (الألمانية)

- Klett Cotta Publications
- Thames and Hudson Publishers
- Princeton University Press
- Spring Publications
- Neue Zürcher Zeitung/NZZ Archive